# Port lotniczy Hawarden
Port lotniczy Hawarden (IATA: CEG, ICAO: EGNR) – port lotniczy znajdujący się w Broughton and Bretton koło Hawarden, w Walii (Wielka Brytania). 